# Mezzanego
Mezzànego (Mezànego in ligure) è un comune italiano sparso di 1 550 abitanti della città metropolitana di Genova in Liguria. La sede comunale è situata nella frazione di Prati di Mezzanego.

## Geografia fisica
Il territorio di Mezzanego è situato nella valle Sturla vicino al torrente Sturla di Carasco, ad est di Genova.
Parte del territorio fa parte dei confini del Parco naturale regionale dell'Aveto. Ai confini amministrativi tra Borzonasca e Mezzanego, presso le pendici settentrionali del monte Zatta (1.404 m), è presente un'ampia faggeta costituita da antichi esemplari.
Tra le vette del territorio il monte Cian (1108 m), il monte Bocco (1085 m), il monte Pinello (1058 m), il monte Camilla (1001 m), il monte Breccalupo (937 m), il monte Carmona (724 m), il monte Carnella (712 m), il monte dei Preti (712 m), il monte Stuggiassi (596 m), il monte Castello (574 m), il Pietra Bruciata (501 m).

## Storia

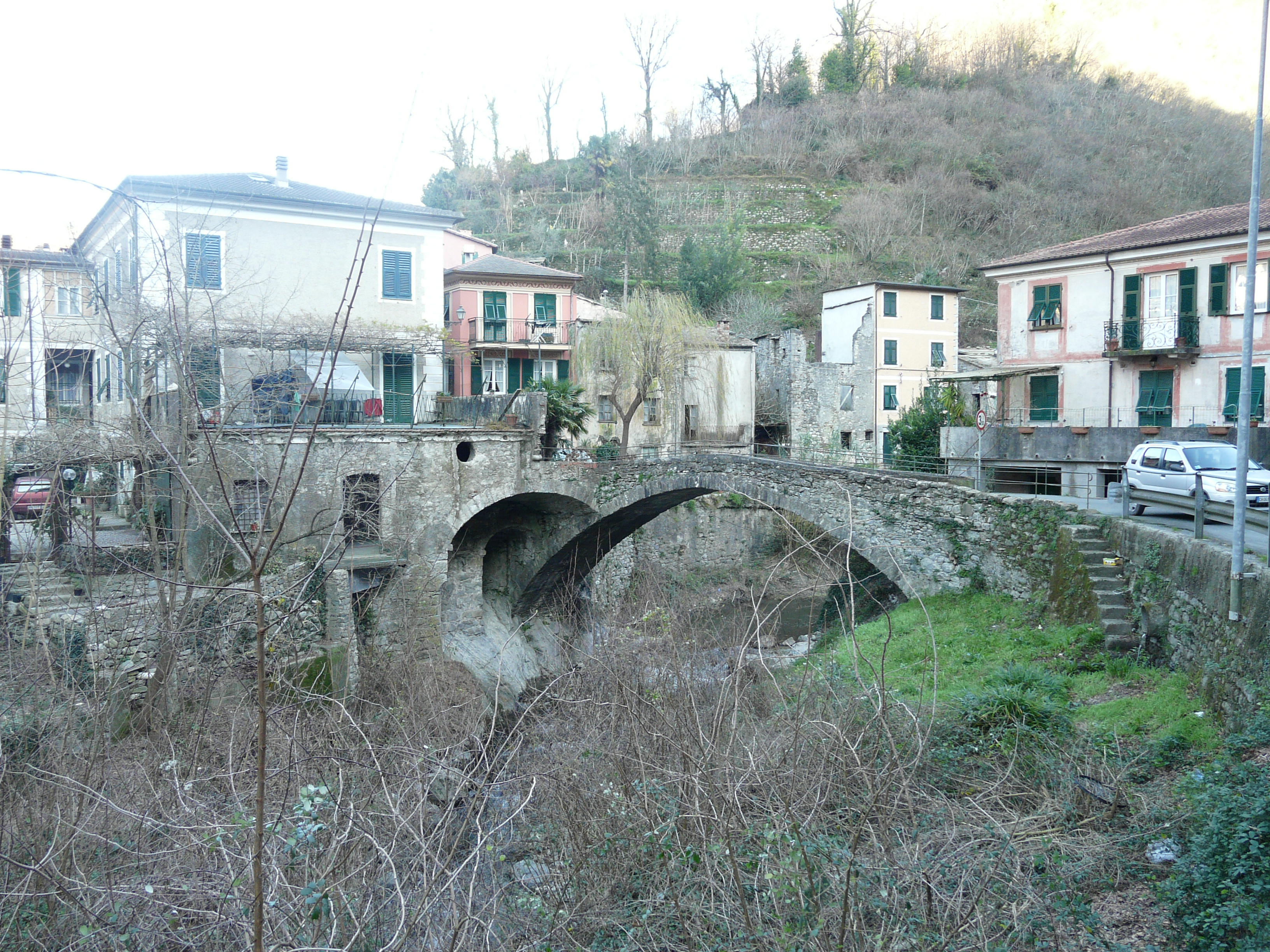
Scorcio di Mezzanego, con il ponte romanico.

La storia del toponimo del comune attesta le origini antiche dell'insediamento: sembra, infatti, che il nome originario del comune sia Vicus mezzanicum, riferito al fatto che il territorio si collocava fra due strade, una sottocosta e una in fondo valle collegandosi con il paese di Summun vicus (l'attuale frazione di Semovigo).

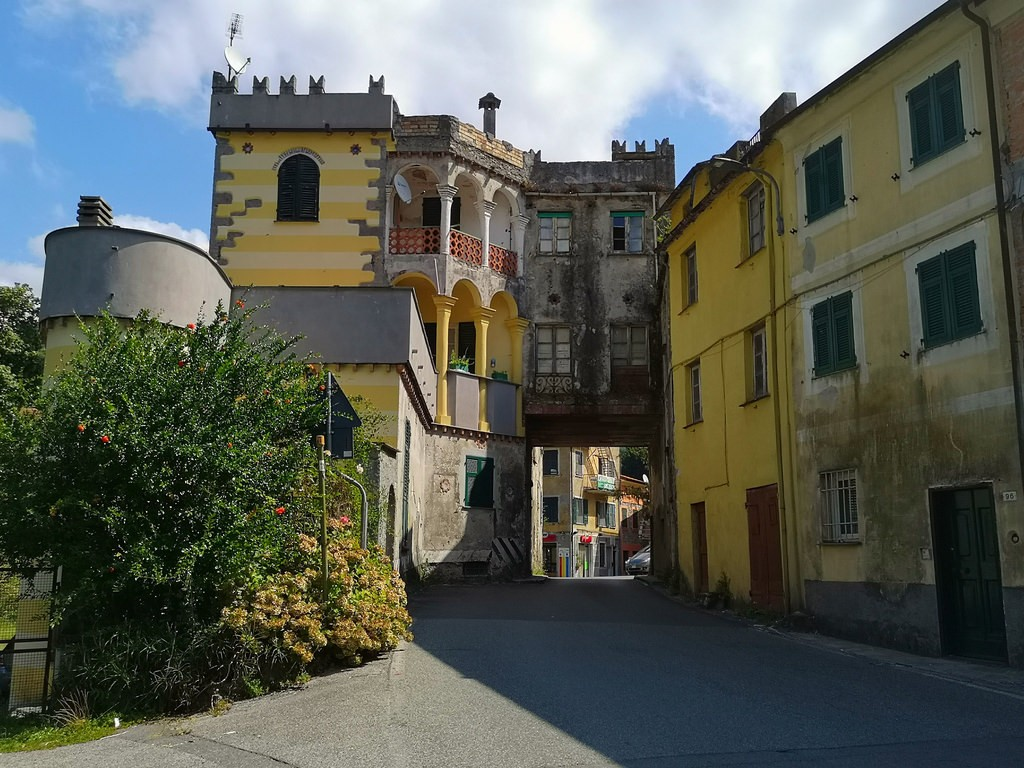
Il castello Rocca, prima dei lavori di parziale abbattimento del "voltino" nel 2024, presso la frazione di Borgonovo Ligure.

Verso l'XI secolo il territorio di Mezzanego divenne soggetto all'abbazia di Borzone (resasi autonoma ed indipendente dall'abbazia di San Colombano di Bobbio), cui dipesero tutte le parrocchie e le chiese con i loro possedimenti terrieri fino al 1536.
Il borgo fu nativamente feudo della famiglia Fieschi di Lavagna che nell'XI secolo dotarono il paese di un castello. Nel 1145 la Repubblica di Genova, già in lotta con la famiglia fliscana, assediò il borgo distruggendo i due castelli presenti e negli scontri rimase ucciso Ansaldo Fieschi. Conquistato quindi dalla repubblica genovese, fu sottoposto al capitaneato di Chiavari seguendone le sorti.
Nella zona di Mezzanego a metà del XVI secolo spadroneggiò il bandito Vincenzo Zenoglio, detto "il Crovo". Il Crovo compì diverse imprese su tutto il territorio, attaccando Chiavari e anche i signori del luogo. Il granduca di Toscana Cosimo I de' Medici fu assalito mentre si trovava in viaggio verso il capoluogo genovese, che vendicò l'atto arrestando in un agguato il bandito e condannandolo a morte nel 1543.
Nel 1748, in località Fano del Bocco, le truppe austriache subirono una sconfitta da parte dell'esercito genovese per il dominio sul territorio.
Nel 1797 con la dominazione francese di Napoleone Bonaparte la municipalità rientrò dal 2 dicembre nel dipartimento dell'Entella, con capoluogo Chiavari, all'interno della Repubblica Ligure. Dal 28 aprile 1798 Mezzanego rientrò nel V cantone, come capoluogo, della giurisdizione dell'Entella e dal 1803 centro principale del I cantone dell'Entella nella giurisdizione dell'Entella. Annesso al Primo Impero francese, dal 13 giugno 1805 al 1814 venne inserito nel dipartimento degli Appennini.
Nel 1815 fu inglobato nel Regno di Sardegna, secondo le decisioni del Congresso di Vienna del 1814, che sottopose la municipalità di Mezzanego nella provincia di Chiavari sotto la divisione di Genova. Dal 1859 al 1926 il territorio fu compreso nel I mandamento di Borzonasca del circondario di Chiavari dell'allora provincia di Genova, nel Regno d'Italia.
Dal 1973 al 30 aprile 2011 ha fatto parte della Comunità montana Valli Aveto, Graveglia e Sturla.

### Simboli
Stemma
Gonfalone

Lo stemma e il gonfalone sono stati concessi con decreto del presidente della Repubblica del 17 luglio 1982.

## Monumenti e luoghi d'interesse

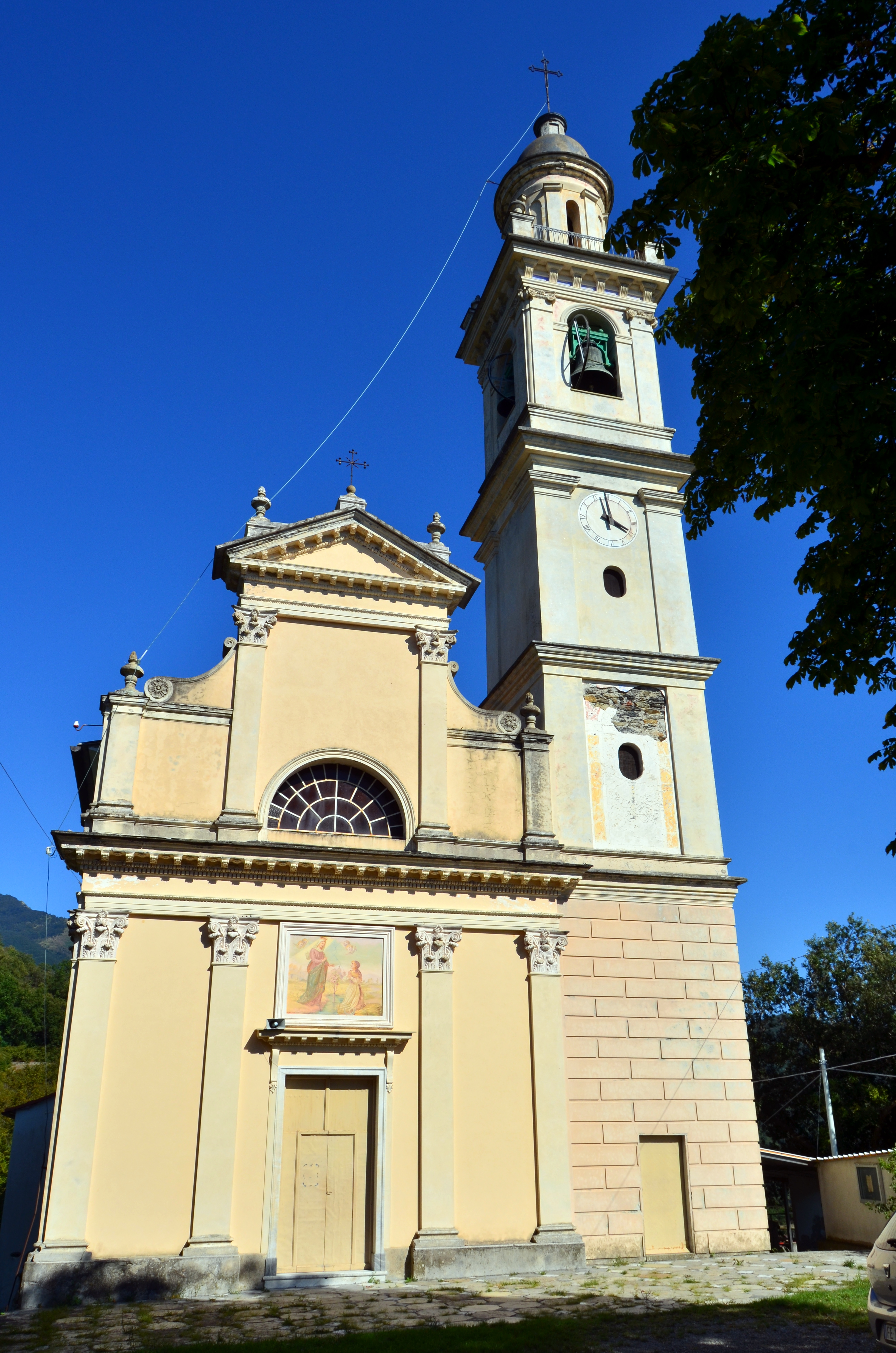
La chiesa di Santa Maria Assunta nella località Castello a Mezzanego Alto

### Architetture religiose
- Chiesa parrocchiale di Santa Maria Assunta nel capoluogo, in località Castello (o Mezzanego Alto), edificata nel XVII secolo.
- Cappella di Sant'Anna nella località di Castello, edificata nel XVII secolo, antistante il locale cimitero.
- Chiesa parrocchiale di Santa Maria della Neve nella frazione di Borgonovo Ligure.
- Chiesa di Santa Margherita nella frazione di Corerallo, antica parrocchiale nel XIII secolo il cui titolo venne spostato successivamente a Borgonovo Ligure.
- Chiesa di Nostra Signora del Carmine nella frazione di Prati di Mezzanego, costruita originariamente nel 1584 e rivisitata nel corso del XVIII secolo.
- Oratorio di San Rocco nella frazione di Prati di Mezzanego. Già sede della confraternita dei Disciplinanti, l'edificio venne edificato presumibilmente nella seconda metà del XVI secolo e rivisitato nei canoni architettonici barocchi nel corso del XIX secolo. Al suo interno, nel catino absidale, è presente un dipinto della Madonna con Bambino e i santi Antonio e Rocco donato dalla famiglia Gandolfo nella seconda metà del Cinquecento all'oratorio.
- Chiesa parrocchiale di San Siro nella frazione di San Siro Foce, edificata nel XVIII secolo. Fu eretta a parrocchia con decreto dell'arcivescovo di Genova Giulio Spinola del 18 luglio 1613.
- Chiesa di San Giovanni Battista nella frazione di Semovigo, edificata nel corso del XIII secolo.
- Chiesa parrocchiale di San Michele Arcangelo nella frazione di Vignolo, edificata nel XVII secolo.

### Architetture civili
- Castello Rocca presso l'abitato frazionario di Borgonovo Ligure, già luogo di dimora del celebre bandito Vincenzo Zenoglio "il Crovo" nel XVI secolo. L'edificio è ubicato lungo la strada statale 586 nel punto in cui la carreggiata presenta una strettoia. A seguito nell'estate del 2023 di un parziale crollo della volta della struttura, nel 2024 si è proceduto alla demolizione del cosiddetto "voltino" al di sopra della carreggiata stradale.
- Castello in stile medievale presso la frazione di Vignolo.
- Nuova plesso scolastico "Davide Spinetto". Inaugurata il 14 settembre 2013, è stata la prima scuola "ecosostenibile" della Liguria[9] con un mono piano di 2000 m2 costruito con le più moderne tecniche di bioarchitettura in classe energetica A+.

### Aree naturali
Nel territorio comunale di Mezzanego è presente e preservato un sito di interesse comunitario per il suo particolare interesse naturale e geologico. Il sito è collocato tra la città metropolitana di Genova e la provincia della Spezia - condiviso tra i comuni di Borzonasca, Mezzanego, Ne e Varese Ligure - e che comprende l'area del monte Zatta, passo del Bocco, passo Chiapparino e il monte Bossea per una superficie di oltre tremila ettari.
Al passo del Bocco, all'interno del Parco naturale regionale dell'Aveto, è presente un giardino botanico intitolato a Federico Delpino, celebre naturalista e botanico dell'Ottocento di Chiavari.

## Società

### Evoluzione demografica
Abitanti censiti

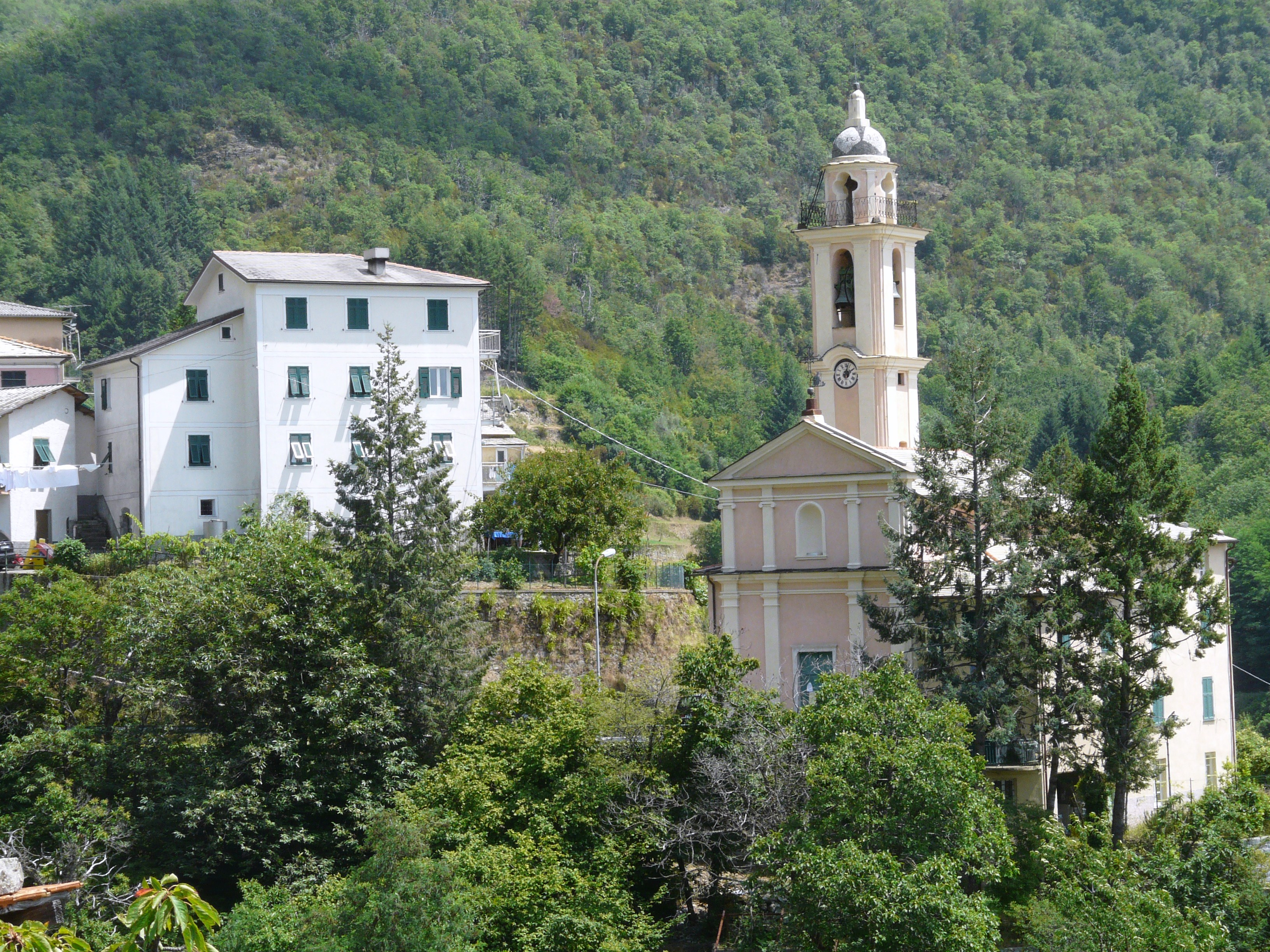
La frazione di San Siro Foce e la parrocchiale omonima

Di particolare interesse da parte dei media locali e nazionali ha avuto la notizia della nascita, il 22 gennaio 2009, di una bimba all'ospedale Giannina Gaslini di Genova da una coppia residente nel piccolo borgo arroccato di Cafferata dopo 67 anni e 26 giorni. L'ultima nascita del paese è infatti datata al 27 dicembre del 1941.

### Etnie e minoranze straniere

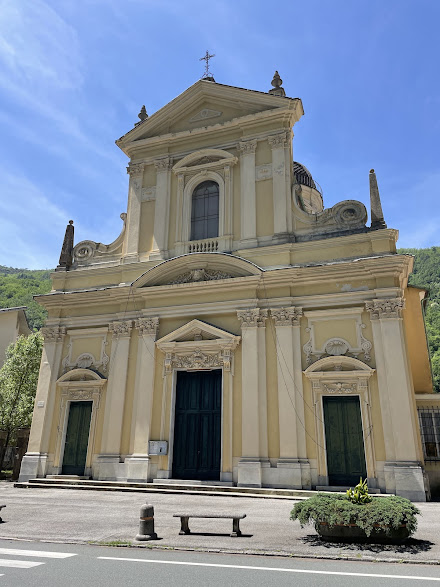
La chiesa parrocchiale di Santa Maria della Neve presso Borgonovo Ligure

Secondo i dati Istat al 31 dicembre 2022, i cittadini stranieri residenti a Mezzanego sono 168, così suddivisi per nazionalità, elencando per le presenze più significative:
1. Marocco, 52

## Geografia antropica
Il territorio comunale è formato dalle undici frazioni di Borgonovo Ligure, Case Zatta, Corerallo, Isola di Borgonovo, Passo del Bocco, Pontegiacomo, Porciletto, Prati di Mezzanego (sede comunale), San Siro Foce, Semovigo e Vignolo per un totale di 28,65 km2.
Confina a nord con il comune di Borzonasca, a sud con Carasco e Ne, ad ovest con San Colombano Certenoli e Carasco e ad est con Tornolo (PR) e l'exclave di Gaiette (Borzonasca) raggiungibili, queste ultime, attraverso il valico del passo del Bocco a 956 m s.l.m..

## Economia
L'antica e storica attività economica del comune si basava principalmente sulla raccolta delle nocciole, notevole è infatti la presenza di noccioleti sul territorio, oggi invece l'attività si è concentrata principalmente nel settore industriale (calzaturiera, legno, abbigliamento). Modesta è la coltivazione della vite e la produzione dell'olio di oliva.
Per aiutare i produttori di olio, nel 2007 è stato inaugurato un moderno frantoio gestito da una cooperativa locale. Mezzanego rappresenta per la nocciola un'isola di biodiversità, infatti sul territorio sono presenti ben sette varietà di nocciole che insieme costituiscono la nocciola "Misto Chiavari".

## Infrastrutture e trasporti

### Strade

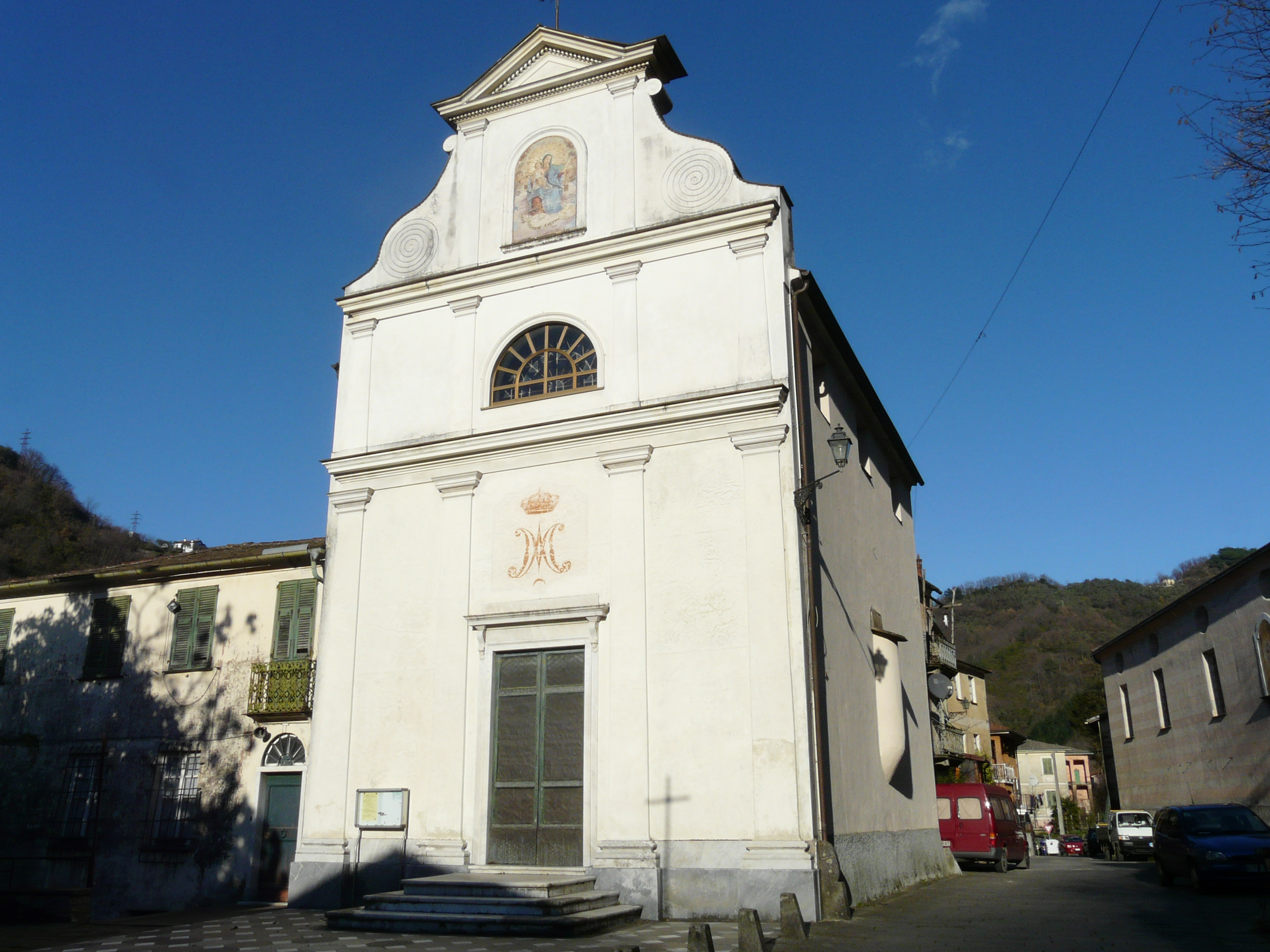
La chiesa di Nostra Signora del Carmine a Prati di Mezzanego

Il centro di Mezzanego è attraversato principalmente dalla strada statale 586 della Valle dell'Aveto che gli permette il collegamento stradale con Borzonasca, a nord, e Carasco a sud. Altre arterie stradali del territorio sono la provinciale 37 di Semovigo per raggiungere l'omonima frazione e, proseguendo, diverse frazioni del comune di Ne; la provinciale 42 di Romaggi che, dal bivio con la SS 586 presso la località di Terrarossa (tra i comuni di Carasco e Mezzanego), permette il collegamento con la frazione di Romaggi nel comune di San Colombano Certenoli.
A Borgonovo Ligure diparte la provinciale 26 bis di Valmogliana, attraversante le frazioni e località di Isola di Borgonovo, Solarolo, Pontegiacomo, San Siro Foce (dove, a sud, poco prima dell'abitato si raccorda con la provinciale di Semovigo) e quindi Montemoggio nel comune di Borzonasca; proseguendo sulla stessa, per 5 km, si arriva al passo del Bocco che è la frazione più alta di tutto il comune di Mezzanego posta a 956 m s.l.m..

### Mobilità urbana
Da Chiavari e Carasco un servizio di trasporto pubblico locale gestito fino al 1 Gennaio 2021 da ATP Esercizio, ma a seguito di determinazioni della Città Metropolitana di Genova, il servizio di trasporto pubblico di linea dell'intera area metropolitana è affidato ad AMT Genova che garantisce quotidiani collegamenti bus con Mezzanego e per le altre località del territorio comunale.

## Amministrazione

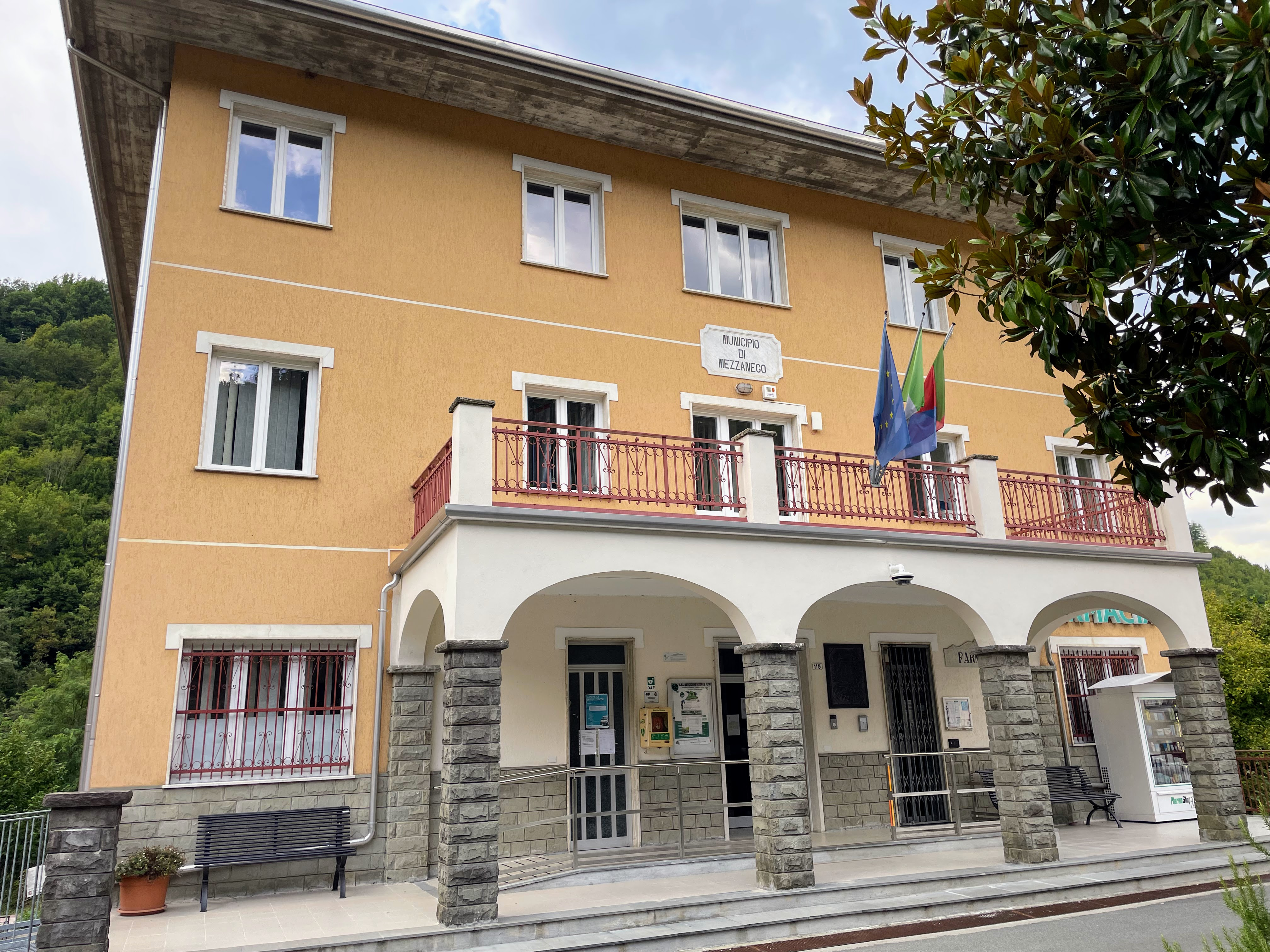
Il municipio

| Periodo          | Periodo        | Primo cittadino     | Partito                                                                  | Carica  | Note   |
| ---------------- | -------------- | ------------------- | ------------------------------------------------------------------------ | ------- | ------ |
| 27 novembre 1987 | 31 maggio 1990 | Giovanni Rebuscione | PSI                                                                      | Sindaco |        |
| 31 maggio 1990   | 29 maggio 1992 | Franco Russi        | PSI                                                                      | Sindaco | [ 17 ] |
| 29 maggio 1992   | 24 aprile 1995 | Franco Russi        | PSI                                                                      | Sindaco |        |
| 24 aprile 1995   | 14 giugno 1999 | Bruno Uccello       | Lista civica di centro-sinistra                                          | Sindaco |        |
| 14 giugno 1999   | 14 giugno 2004 | Pierluigi Beronio   | Futuro Democratico per Mezzanego (lista civica di centro-sinistra)       | Sindaco |        |
| 14 giugno 2004   | 8 giugno 2009  | Pierluigi Beronio   | Futuro Democratico per Mezzanego (lista civica di centro-sinistra)       | Sindaco |        |
| 8 giugno 2009    | 26 maggio 2014 | Danilo Repetto      | Tradizione e innovazione per Mezzanego (lista civica di centro-sinistra) | Sindaco |        |
| 26 maggio 2014   | 27 maggio 2019 | Danilo Repetto      | Tradizione e innovazione per Mezzanego (lista civica di centro-sinistra) | Sindaco | [ 18 ] |
| 27 maggio 2019   | 10 giugno 2024 | Danilo Repetto      | Tradizione e innovazione per Mezzanego (lista civica di centro-sinistra) | Sindaco |        |
| 10 giugno 2024   | in carica      | Danilo Repetto      | Tradizione e innovazione per Mezzanego (lista civica di centro-sinistra) | Sindaco |        |

### Altre informazioni amministrative
Mezzanego fa parte dell'Unione dei comuni montani Le Valli dell'Entella.

## Sport
Dal 2001 al 2005 Mezzanego ha avuto una squadra di calcio ricordata statisticamente per aver battuto una serie di record negativi. La squadra si chiamava A.C. Borgomezzanego e partecipò a tre edizioni del campionato di Terza Categoria (2002-2003; 2003-2004; 2004-2005) vincendo, nel totale, solo due partite e pareggiando una sola volta.
Il 9 maggio 2011 sulle strade di Mezzanego perse la vita il ciclista belga Wouter Weylandt, nella frazione Isola di Borgonovo, in seguito ad una caduta durante la terza tappa Reggio Emilia - Rapallo del Giro d'Italia 2011.